# Золотий кубок КОНКАКАФ 2000 (кваліфікація)
У фінальній частині Золотого кубку КОНКАКАФ 2000 року мало зіграти 12 команд, які були визначені таким чином:
- Господарі турніру ( США) та діючі чемпіони ( Мексика) отримали прямі путівки на турнір.
- Канада потрапляє у кваліфікаційний плей-оф.
- Від карибської зони путівки отримують переможці Карибського кубка 1998 та 1999 року. Фіналісти цих турнірів потрапляють у кваліфікаційний плей-оф.
- Від центральноамериканської зони путівки отримують усі три призери Кубка націй Центральної Америки 1999 року. Збірна, що зайняла на турнірі 4 місце, потрапляє у кваліфікаційний плей-оф.
- Колумбія,  Перу та  Південна Корея були запрошена на турнір в статусі гостя.

## Карибська зона
Ямайка отримала путівку на Золотий кубок КОНКАКАФ 2000 як переможець Карибського кубка 1998, а  Тринідад і Тобаго — як переможець Карибського кубка 1999.
Оскільки фіналіст Карибського кубка 1998 року  Тринідад і Тобаго отримав пряму путівку у фінальний турнір, ставши переможцями Карибського кубка 1999 року, то місце в стиковому турнірі дісталося третій команді турніру, якою стала  Гаїті. Фіналіст Карибського кубка 1999 року  Куба також потрапила в стиковий турнір. 

## Центральноамериканська зона
| Команда    | І | В | Н | П | ГЗ | ГП | РГ | О |
| ---------- | - | - | - | - | -- | -- | -- | - |
| Коста-Рика | 3 | 2 | 0 | 1 | 6  | 2  | +4 | 6 |
| Гватемала  | 3 | 2 | 0 | 1 | 3  | 1  | +2 | 6 |
| Гондурас   | 3 | 2 | 0 | 1 | 5  | 4  | +1 | 6 |
| Сальвадор  | 3 | 0 | 0 | 3 | 1  | 8  | -7 | 0 |

 Коста-Рика,  Гватемала та  Гондурас зайняли перші три місця на Кубку націй Центральної Америки та отримали путівки на Золотий кубок КОНКАКАФ 1998.
 Сальвадор, що зайняв четверте місце, потрапив у стиковий турнір. 

## Стиковий турнір
| Команда   | І | В | Н | П | ГЗ | ГП | РГ | О |
| --------- | - | - | - | - | -- | -- | -- | - |
| Канада    | 3 | 2 | 1 | 0 | 4  | 2  | +2 | 7 |
| Гаїті     | 3 | 1 | 1 | 1 | 3  | 3  | 0  | 4 |
| Куба      | 3 | 1 | 1 | 1 | 3  | 2  | +1 | 4 |
| Сальвадор | 3 | 0 | 1 | 2 | 3  | 6  | –3 | 1 |

| 6 жовтня 1999 18:00 EDT |

| Канада | 0–0      | Куба |
| ------ | -------- | ---- |
|        | Протокол |      |

| «Лос-Анджелес Меморіел Колізеум», Лос-Анджелес Глядачів: 6,583 Арбітр: Аргельйо Сабільйон (Гондурас) |

| 6 жовтня 1999 20:00 EDT |

| Сальвадор | 1–1      | Гаїті          |
| --------- | -------- | -------------- |
| Монтес 3' | Протокол | Десколінес 80' |

| «Лос-Анджелес Меморіел Колізеум», Лос-Анджелес Глядачів: 6,583 Арбітр: Рональд Гутьєррес (Коста-Рика) |

| 8 жовтня 1999 18:00 EDT |

| Куба | 0–1      | Гаїті          |
| ---- | -------- | -------------- |
|      | Протокол | Десколінес 75' |

| «Лос-Анджелес Меморіел Колізеум», Лос-Анджелес Глядачів: 6,507 Арбітр: Маріо Рамірес (Гватемала) |

| 8 жовтня 1999 20:00 EDT |

| Канада                  | 2–1      | Сальвадор                      |
| ----------------------- | -------- | ------------------------------ |
| Кораццин 9' Флетчер 59' | Протокол | Арсе 47' (пен.) С'єнфуегос 38' |

| «Лос-Анджелес Меморіел Колізеум», Лос-Анджелес Глядачів: 6,507 Арбітр: Беніто Арчундія (Мексика) |

| 10 жовтня 1999 13:00 EDT |

| Канада           | 2–1      | Гаїті                      |
| ---------------- | -------- | -------------------------- |
| Кораццин 9', 43' | Протокол | Десколінес 48' Телусма 75' |

| «Лос-Анджелес Меморіел Колізеум», Лос-Анджелес Глядачів: 3,605 Арбітр: Аргельйо Сабільйон (Гондурас) |

| 10 жовтня 1999 15:00 EDT |

| Куба                                | 3–1      | Сальвадор       |
| ----------------------------------- | -------- | --------------- |
| Бобаділья 43' Прадо 75' Рольдан 90' | Протокол | Арсе 63' (пен.) |

| «Лос-Анджелес Меморіел Колізеум», Лос-Анджелес Глядачів: 3,605 Арбітр: Родріго Баділья (Коста-Рика) |

## Кваліфіковані команди
| Збірна                      | Кваліфікація                                    | Участь                    | Найкращий результат              |
| Північноамериканська зона   | Північноамериканська зона                       | Північноамериканська зона | Північноамериканська зона        |
| --------------------------- | ----------------------------------------------- | ------------------------- | -------------------------------- |
| США                         | Господар                                        | 5-та                      | Переможець (1991)                |
| Мексика                     | Автоматично                                     | 5-та                      | Переможець (1993,1996,1998)      |
| Канада                      | Переможець кваліфікаційного плей-оф             | 4-та                      | Груповий етап (1991, 1993, 1996) |
| Карибська зона              |                                                 |                           |                                  |
| Ямайка                      | Переможець Карибського кубка 1998               | 4-та                      | 3-тє місце (1993)                |
| Тринідад і Тобаго           | Переможець Карибського кубка 1999               | 4-та                      | Груповий етап (1991, 1996, 1998) |
| Гаїті                       | 2 місце кваліфікаційного плей-оф                | 1-ша                      |                                  |
| Центральноамериканська зона |                                                 |                           |                                  |
| Коста-Рика                  | 1 місце на Кубку націй Центральної Америки 1999 | 4-та                      | 3-тє місце (1993)                |
| Гватемала                   | 2 місце на Кубку націй Центральної Америки 1999 | 4-та                      | 4-те місце (1996)                |
| Гондурас                    | 3 місце на Кубку націй Центральної Америки 1999 | 5-та                      | Фіналіст (1991)                  |
| Запрошені гості             |                                                 |                           |                                  |
| Колумбія                    | Запрошена                                       | 1-ша                      |                                  |
| Перу                        | Запрошена                                       | 1-ша                      |                                  |
| Південна Корея              | Запрошена                                       | 1-ша                      |                                  |